# Nena Galanidou
Nena Galanidou (griechisch Νένα Γαλανίδου, * 1966 in Piräus) ist eine griechische Prähistorikerin, deren besonderes Interesse der Steinzeit gilt.

## Leben und Karriere
Nena Galanidou studierte Geschichte und Archäologie an der Universität Kreta. Anschließend absolvierte sie 1990 ein Postgraduiertenstudium an der Universität Southampton mit Schwerpunkt Computeranwendungen in der Archäologie. Sie arbeitete außerdem in der Abteilung für elektronische Dokumentation des Benaki-Museums. 1996 wurde sie am Institut für Archäologie der Universität Cambridge promoviert. Galanidou unterrichtete dort paläolithische und mesolithische Archäologie sowie quantitative Methoden in der Archäologie und war von 1996 bis 1999 Postdoktorandin am Clare Hall College. Dann kehrte sie nach Griechenland zurück und wurde 2000 Assistenzprofessorin an der Universität Kreta. 2009 berief man sie zur außerordentlichen Professorin ihrer Alma Mater.
Zu ihren Forschungsfeldern gehören die Steinzeitarchäologie, die Ethnoarchäologie sowie die archäologische Geschichte und Methodik. Sie führte Feldforschungen und Ausgrabungen in Griechenland, Kroatien und Israel durch und nahm an internationalen Projekten zur Erforschung der paläolithischen und mesolithischen Archäologie in Südosteuropa teil.
Seit über 10 Jahren leitet Galanidou paläolithische Forschungen auf der Insel Lesbos, wo sie die Ausgrabungen aus dem Jungpaläolithikum in Rodafnidia, der einzigen Fundstätte des Paläolithikums in der Balkanregion und in Anatolien, durchführte. Außerdem stand sie den Ausgrabungen im Inneren des Ionischen Archipels vor, die unter anderem in der mittelpaläolithischen Panthera-Höhle auf der Insel Kythros stattfanden.
2023 kuratierte Galanidou zusammen mit Thomas Wynn, Professor der Universität Colorado, und dem Künstler Tony Berlant die Ausstellung „The Origins of Sculpture. Archaeological finds from the Old World and Lesbos 2.5 million to 50,000 years Before Present“ (Die Ursprünge von Skulpturen. Archäologische Funde aus der Alten Welt und Lesbos 2,5 Millionen bis 50.000 Jahre vor der Gegenwart) im Athener Benaki-Museum, in der Funde aus den USA, Frankreich, Großbritannien, Südafrika, Israel und Lesbos zu sehen waren. Ferner gehört sie zum Redaktionsausschuss der Fachzeitschrift Archaeological and Anthropological Sciences des Springer Verlags und des Journal of Greek Archaeology.
Sie ist verheiratet mit dem Politiker Spyros Danellis, Mitglied der Partei SYRIZA, und lebt auf Kreta.

## Veröffentlichungen (Auswahl)
- mit Catherine Perles: Greek Mesolithic: Problems and Perspectives (BSA Studies). British School of Athens, Athen 2003, ISBN 978-0904887433.
- Ψηφίδες. Μελέτες ιστορίας, αρχαιολογίας και τέχνης στη μνήμη της Στέλλας Παπαδάκη-Oekland (Ziffern. Studien zur Geschichte, Archäologie und Kunst in Erinnerung an Stella Papadakis-Oekland). Panepistimiakes Ekdoseis, Irakleio 2009, ISBN 978-960-524-289-3.[7]
- Μιλώντας στα παιδιά για το παρελθόν. Μια διεπιστημονική προσέγγιση (Mit den Kindern über die Vergangenheit sprechen. Ein multidisziplinärer Ansatz). Kaleidoskopio, Athen 2012, ISBN 978-960-471-042-3.
- mit James Cole, Giorgos Iiopoulos, John McNabb: East meets West: The Middle Pleistocene site of Rodafnidia on Lesvos, Greece. Antiquity Vol 87, Issue 336, 2013.
- mit Geoff Bailey: The Archaeology of Europe`s Drowned Landscapes. Springer 2020, ISBN 978-3-030-37366-5.
- mit Thomas Wynn, John Berlant: The Origins of Sculpture (Οι απαρχές της γλυπτικής). Mouseio Benaki / Universität Kreta, Athen 2023, ISBN 978-960-476-325-2.